# 121-я бригада эскадренных миноносцев
121-я бригада эскадренных миноносцев (сокращённо 121-я БрЭМ) — соединение Северного флота ВМФ СССР. Бригада входила в состав 20-й дивизии эсминцев. Была сформирована 16.02.1951. Расформирована. По другим данным, 30.07.1966 переформирована в 121-ю бригаду десантных кораблей (сокращённо 121-я БрДК) СФ.

## Известные командиры соединения
- С апреля по декабрь 1951 — капитан 1-го ранга Бакарджиев, Вячеслав Георгиевич[1];
- С ноября 1953 по декабрь 1955 — Мачинский, Олег Макарович[2].